# WandaVision
WandaVision is een Amerikaanse superheldenserie gebaseerd op de Marvel Comics personages Scarlet Witch en Vision geproduceerd door Marvel Studios en gedistribueerd door Walt Disney Motion Pictures.

## Situering
De serie is de eerste door Marvel Studios geproduceerde serie in het Marvel Cinematic Universe. De cast bestaat uit Elizabeth Olsen, Paul Bettany, Kathryn Hahn, Teyonah Parris, Randall Park en Kat Dennings. Ook zouden de gebeurtenissen uit de serie leiden tot de gebeurtenissen van de destijds toekomstige films Spider-Man: No Way Home en Doctor Strange in the Multiverse of Madness.
Op de San Diego Comic-Con van 2019 werd de serie aangekondigd met voor uitgifte in de lente van 2021. Later zou de serie in december 2020 worden uitgegeven maar dit werd uitgesteld naar 15 januari 2021. Op die dag kwamen de eerste twee afleveringen uit.

## Verhaal
Na de dood van Vision in Avengers: Infinity War en de gebeurtenissen van Avengers: Endgame begint Wanda Maximoff te vermoeden dat de dingen niet zijn zoals ze lijken, aangezien ze haar ideale leven lijkt te leiden en er vreemde dingen aan de hand zijn.

## Rolverdeling
| Acteur / Actrice                                     | Personage                      | Notitie | Seizoen     | Seizoen |
| Acteur / Actrice                                     | Personage                      | Notitie | 1           |         |
| ---------------------------------------------------- | ------------------------------ | --- | ----------- | ------- |
| Elizabeth Olsen                                      | Wanda Maximoff / Scarlet Witch | Een Avenger met chaosmagie zoals telepathie en telekinese die de realiteit kan veranderen. | Hoofdrol    |         |
| Paul Bettany                                         | Vision                         | De versie van Vision binnen de hex gecreëerd door Wanda en de originele Vision die door Tyler Hayward weer online is gebracht. | Hoofdrol    |         |
| Kathryn Hahn                                         | Agatha Harkness                | Een heks die zich voor deed als Agnes, de nieuwsgierige buurvrouw van Wanda en Vision. In de zevende aflevering wordt er onthult dat Agatha met behulp van haar krachten verantwoordelijk is voor de verschillende dingen die in WestView gebeuren, van de dood van de hond Sparky tot de "terugkomst" van "Pietro". Aan het einde van de serie wordt Agatha door Wanda opgesloten in Westview als Agnes. | Hoofdrol    |         |
| Teyonah Parris                                       | Monica Rambeau                 | Agent van S.W.O.R.D. die per ongeluk in WestView terecht kwam. Ze is de dochter van Maria Rambeau, de beste vriendin van Carol Danvers. Ze speelde de rol van Geraldine binnen WestView maar werd later door Wanda uit haar realiteit gezet. In de zevende aflevering werden Monica's krachten gewekt. Een jongere versie van Monica kwam voor in de film Captain Marvel uit 2019.                        | Hoofdrol    |         |
| Randall Park                                         | Jimmy Woo                      | De FBI-agent uit de film Ant-Man and the Wasp uit 2018. Woo werkt samen met S.W.O.R.D. om de vermiste bewoners van WestView terug te halen. | Hoofdrol    |         |
| Kat Dennings                                         | Dr. Darcy Lewis                | De wetenschapster uit de films Thor en Thor: The Dark World. Lewis werkt samen met S.W.O.R.D. om achter het mysterie van het krachtveld rondom WestView te komen. Nadat het S.W.O.R.D-kamp werd opgenomen in de hex kreeg ze de rol van de boeienkoning in het circus maar werd door Vision weer ontwaakt.                                                                                                | Hoofdrol    |         |
| Josh Stamberg                                        | Directeur Tyler Hayward        | Waarnemend directeur van S.W.O.R.D. (opvolger na overlijden van S.W.O.R.D. oprichter Maria Rambeau). Tyler Hayward deed onderzoeken met het lijk van Vision, en heeft het uiteindelijk succesvol online gebracht. | Terugkerend |         |
| David Payton                                         | John Collins                   | Een inwoner van Westview die de rol speelt van Herb, de buurman van Wanda & Vision. | Terugkerend |         |
| David Lengel                                         | Harold Proctor                 | Een inwoner van Westview en pianoleraar die de rol speelt van Phil Jones, de man van Dottie Jones en ex-medewerker van het bedrijf van Arthur Hart. | Terugkerend |         |
| Amos Glick                                           | Pizzabezorger                  | Een pizzabezorger in Westview die de rol speelt van Dennis, de postbezorger van WestView. | Terugkerend |         |
| Selena Anduze                                        | Agent Rodriguez                | Een agent van S.W.O.R.D. | Terugkerend |         |
| Julian Hilliard (10 jaar) Baylen D. Bielitz (5 jaar) | Billy Maximoff                 | Wanda's jongste zoon. Billy heeft krachten zoals gedachten lezen en astrale projectie. In de comics staat Billy Maximoff bekend als de superheld Wiccan. Jackson Robert Scott was een referentie punt voor het personage. | Terugkerend |         |
| Jett Klyne (10 jaar) Gavin Borders (5 jaar)          | Tommy Maximoff                 | Wanda's oudste zoon. Tommy heeft krachten zoals snel rennen. In de comics staat Tommy bekend als de superheld Speed. | Terugkerend |         |
| Debra Jo Rupp                                        | Sharon Davis                   | Een inwoner van Westview die de rol speelt rol van Mrs. Hart, de vrouw van Arthur Hart. | Terugkerend |         |
| Asif Ali                                             | Abilash Tandon                 | Een inwoner van Westview die de rol speelt van Norm, een collega van Vision. | Terugkerend |         |
| Ithamar Enriquez                                     | Commercial Man                 | Een inwoner uit Westview die de man uit de commercials tijdens de afleveringen speelt. | Terugkerend |         |
| Victoria Blade                                       | Commercial Vrouw               | Een inwoner uit Westview die de vrouw uit de commercials tijdens de afleveringen speelt. | Terugkerend |         |
| Evan Peters                                          | Ralph Bohner                   | Een acteur en inwoner van WestView die zich door middel van Agatha's magie voordeed als Wanda's oudere tweelingbroer, Pietro Maximoff, met bovenmenselijke snelheid. Evan Peters speelde al eerder de rol van Quicksilver in de X-Men franchise films: X-Men: Days of Future Past, X-Men: Apocalypse, Deadpool 2 en X-Men: Dark Phoenix waarin hij Peter Maximoff werd genoemd.                           | Terugkerend |         |
| Emma Caulfield                                       | Sarah Proctor                  | Een inwoner van Westview die de rol speelt van Dottie Jones, de vrouw van Phil Jones en hoofd van het buurtcomité. | Terugkerend |         |
| Alan Heckner                                         | Agent Monti                    | Een agent van S.W.O.R.D. Nadat het S.W.O.R.D-kamp werd opgenomen in de hex kreeg hij de rol van de krachtsporter (sterke man) in het circus. | Terugkerend |         |
| Jolene Purdy                                         | Isabel Matsueda                | Een inwoner van Westview die de rol speelt van Beverly. | Terugkerend |         |
| Wesley Kimmel                                        | Commercial Jongen              | De jongen uit de commercials tijdens de afleveringen. | Terugkerend |         |
| Sydney Thomas                                        | Commercial Meisje              | Het meisje uit de commercials tijdens de afleveringen. | Terugkerend |         |
| Zac Henry                                            | Agent Franklin                 | Een agent van S.W.O.R.D. die na het verschijnen in WestView veranderd in een imker. | Terugkerend |         |
| Kate Forbess                                         | Evanora Harkness               | De moeder van Agatha en hoofd van de heksenring waar ze allebei in zaten. | Terugkerend |         |
| Fred Melamed                                         | Todd Davis                     | Een inwoner van Westview die de rol speelt van Arthur Hart, de baas van het bedrijf waar Vision werkt. | Bijrol      |         |
| Randy Oglesby                                        | Dr. Stan Nielsen               | De huisarts in WestView. | Gastrol     |         |
| Brian Brightman                                      | Sheriff Miller                 | De sheriff van WestView. | Gastrol     |         |
| Ilana Kohanchi                                       | Iryna Maximoff                 | De moeder van Wanda en Pietro. | Gastrol     |         |
| Daniyar                                              | Olek Maximoff                  | De vader van Wanda en Pietro. | Gastrol     |         |
| Lori Livingston                                      | Skrull Agent                   | Verschijnt in de post-creditscène van de laatste aflevering waarin ze aan Monica Rambeau vertelt dat er iemand is in de ruimte die met haar wil spreken. | Gastrol     |         |

## Afleveringen
| Nr. | Titel                                                                   | Regisseur    | Schrijver(s)                                  | Releasedatum     |
| --- | ----------------------------------------------------------------------- | ------------ | --------------------------------------------- | ---------------- |
| 1 | Filmed Before a Live Studio Audience / Live opgenomen met studiopubliek | Matt Shakman | Jac Schaeffer                                 | 15 januari 2021  |
| Pasgetrouwd stel Wanda en Vision gaan samenwonen in WestView. Omdat Wanda telekinese heeft en Vision een androïde is, probeert het stel zich aan te passen. Op een dag zien ze een hart op hun kalender getekend, maar geen van beiden kan zich herinneren wat de gelegenheid is. Terwijl Vision naar zijn werk bij: Computational Services Inc. gaat, neemt Wanda het besluit dat het hart staat voor hun jubileum. Hun buurvrouw Agnes komt zich voorstellen en helpt met de voorbereidingen voor het feest van die avond. Op z'n werk verbaast Vision zijn collega's met zijn snelheid, maar heeft geen flauw idee wat het bedrijf eigenlijk doet. Door z'n baas (Mr. Hart) wordt hij eraan herinnerd dat hij en Wanda die avond, hem en zijn vrouw te gast hebben voor het diner, het verduidelijkt gelijk het hart op de kalender. Die avond worstelen Wanda en Vision om hen gaven te verbergen terwijl ze een last-minutediner maken voor de Harts. Tijdens het etentje ondervragen ze Wanda en Vision waarna meneer Hart in z'n eten stikt waarna Vision gebruikt zijn gaven om hem te redden. Dit alles vindt plaats in de fictieve sitcom WandaVision die iemand op een televisie bekijkt. De setting van deze aflevering is de jaren 50. De commercial in deze aflevering adverteert de Stark Industries ToastMate 2000 toaster oven. |                                                                         |              |                                               |                  |
| 2 | Don't touch that dial / Blijf van die knop af                           | Matt Shakman | Jac Schaeffer Gretchen Enders                 | 15 januari 2021  |
| Op een avond horen Wanda en Vision vreemde geluiden buiten hun huis. De volgende ochtend bereiden ze zich voor op hun goochel act voor de talentenjacht. De rest van de dag brengen Wanda en Agnes door met het planningscomité van de talentenjacht, geleid door Dottie. En Vision woont een buurtwachtbijeenkomst bij, waar hij per ongeluk kauwgom inslikt. Tijdens de bijeenkomst van het comité raakt Wanda bevriend met een andere buurvrouw, Geraldine, en merkt nog meer vreemde dingen op: een gele en rode speelgoedhelikopter in hun zwart-witte wereld, een stem op de radio die tegen haar lijkt te spreken, en een rode bloedvlek. Dankzij de kauwgom die in zijn interne mechanismen terecht is gekomen, lijkt Vision tijdens de talentenjacht dronken/bedwelmd te zijn en onthult hij publiekelijk zijn gaven. Wanda gebruikt haar eigen gaven om dit op eenvoudige goocheltrucs te laten lijken en herstelt Vision door de kauwgom te verwijderen. Na de talentenjacht keren terug naar huis en wordt Wanda zichtbaar zwanger. Wanneer ze een vreemde imker uit het riool in hun straat zien komen, zet Wanda hun realiteit terug naar voordat de figuur verscheen. Aan het einde van de aflevering verandert de zwart-wit wereld naar kleur. De setting van deze aflevering is de jaren 60. De commercial in deze aflevering adverteert Strücker watches. |                                                                         |              |                                               |                  |
| 3 | Now in Color / Nu is kleur                                              | Matt Shakman | Jac Schaeffer Megan McDonnell                 | 22 januari 2021  |
| De lokale dokter, Dr Nielson komt langs voor Wanda en zegt dat ze al vier maanden zwanger is en dat alles er goed uitziet. Daarna vertrekt voor een vakantie. Als Vision met de dokter naar buiten loopt, valt hem op dat de Buurman (Herb) met een heggenschaar door een muurtje zaagt. Terwijl Vision en Wanda de kinderkamer aan het verven zijn, hebben ze het over kindernamen en plots groeit Wanda's zwangerschap naar 6 maanden. Wanneer haar weeën beginnen op te komen zorgen haar krachten ervoor dat alles in huis beweegt en verliest de hele stad stroom. Als Geraldine aankomt helpt ze Wanda met de bevalling van Wanda's tweeling. Nadat de kinderen in hun wieg zijn gelegd en Wanda vertelt dat zij en haar broer ook een tweeling waren, vertelt Geraldine over de dood van Pietro door Ultron. Wanda is verbaasd dat Geraldine dit weet, maar als ze dan ziet dat Geraldine een ketting met het S.W.O.R.D.-logo draagt, gooit Wanda haar de realiteit die Wanda in WestView heeft gecreëerd. De setting van deze aflevering is jaren 70. De commercial in deze aflevering adverteert Hydra Soak bath powder. |                                                                         |              |                                               |                  |
| 4 | We Interrupt This Program / We onderbreken dit programma                | Matt Shakman | Jac Schaeffer Megan McDonnell Bobak Esfarjani | 29 januari 2021  |
| Nadat Monica Rambeau is teruggekeerd van de blip komt ze erachter dat in de 5 jaar dat ze weg was, haar moeder Maria is overleden aan kanker. 3 weken later keert ze terug naar haar werk bij S.W.O.R.D. en wordt er door waarnemend directeur Tyler Hayward op uit gestuurd om FBI-agent Jimmy Woo te helpen met een zaak van een vermist persoon in: WestView, New Jersey. Daar ontdekken ze dat de stad wordt omhuld door een zeshoekig krachtveld dat bestaat uit kosmische achtergrondstraling waar Monica in wordt getrokken. Al snel hierna zet S.W.O.R.D. een kamp op en sturen drones en agent Franklin naar binnen. Dr. Darcy Lewis komt erachter dat er tv-frequenties in het krachtveld zitten en vindt zo de fictieve sitcom WandaVision die ze gebruiken om te observeren wat er in de stad gebeurt en zo komen ze er ook achter dat de bewoners van de stad zijn 'gecast' als karakters. Ze proberen via de radio om contact te zoeken met Wanda maar dit mislukte. Als Monica Ultron noemt, gooit Wanda haar de stad uit. De sitcom-illusie verdwijnt, en Wanda ziet Vision zoals hij deed toen hij stierf, hier raakt ze ontzet van en herstelt snel weer de illusie. |                                                                         |              |                                               |                  |
| 5 | On a Very Special Episode... / In deze zeer special aflevering...       | Matt Shakman | Jac Schaeffer Peter Cameron Mackenzie Dohr    | 5 februari 2021  |
| In deze aflevering hebben Wanda en Vision moeite met het rustig krijgen van de kinderen en biedt Agnes aan om op de kinderen te passen maar Vision twijfelt door Agnes haar vreemde gedrag. Als ze het hierover hebben worden ze onderbroken door de kinderen die zichzelf hebben verouderd naar 5-jarige. Wanneer er opeens een hond verschijnt bij het huis vragen de jongens of ze hem mogen houden, en Agnes stelt de naam Sparky voor. Vision en Wanda zeggen tegen de jongens dat ze een hond mogen als ze 10 zijn, waarop zij zich weer verouderen. Op z'n werk krijgt Vision een email van Darcy waarin de situatie in WestView wordt uitgelegd waarna hij doorbreekt tot z'n collega (Norm) en komt erachter dat het vermoedelijk Wanda is die overal achter zit. S.W.O.R.D. stuurt een drone uit de jaren 80 naar binnen waar Sparky van schrikt en wegrent. Hayward geeft een bevel om de raket die aan de drone zit op Wanda te schieten, wat mislukt waarna Wanda met de drone naar buiten het krachtveld komt en Hayward waarschuwd dat hij, haar maar beter met rust kan laten. Als Wanda met de jongens Sparky gaat zoeken komen ze Agnes tegen die Sparky dood heeft gevonden. En later die dag confronteert Vision, Wanda met wat ze heeft gedaan maar worden ze onderbroken door "Pietro". Darcy die de uitzending bekijkt merkt op dat hij is hercast. De setting van deze aflevering is jaren 80, begin jaren 90. De commercial in deze aflevering adverteert Lagos paper towels. |                                                                         |              |                                               |                  |
| 6 | All-New Halloween Spooktacular! / Gloednieuwe Halloween-spooktakel!     | Matt Shakman | Jac Schaeffer Peter Cameron Chuck Hayward     | 12 februari 2021 |
| Tijdens Halloween wil Wanda gezellig samen Halloween vieren als een familie maar Vision geeft aan dat hij rondes moet maken voor de buurtwacht. Pietro biedt zich aan als vaderfiguur en neemt de jongens mee trick-or-treating, waarbij hij en de jongens kattenkwaad uithalen met zijn supersnelheid, een eigenschap die Tommy geërfd lijkt te hebben. Ondertussen gaat Vision verder weg van hun huis en vindt de bewoners van Westview bevroren in hun positie, inclusief Agnes. Vision breekt door tot Agnes waarna zij hem vertelt dat hij dood is. In het S.W.O.R.D. kamp beveelt Hayward Monica, Darcy en Jimmy de basis te verlaten omdat ze het niet eens zijn met zijn beslissing Wanda aan te vallen, maar ze sluipen naar binnen. Ze hacken zijn computer en ontdekken dat hij Vision's vibranium signatuur heeft gevolgd. Vision probeert door het krachtveld te dringen, maar hij begint uiteen te vallen. Billy voelt dit en vertelt het aan Wanda, die de zeshoekige statische muur vergroot. Vision, Darcy en verschillende S.W.O.R.D.-agenten worden hierdoor opgenomen in Wanda's realiteit. De setting van deze aflevering is eind jaren 90, begin jaren 2000. De commercial in deze aflevering adverteert Yo-Magic yogurt. |                                                                         |              |                                               |                  |
| 7 | Breaking the Fourth Wall / De vierde muur slopen                        | Matt Shakman | Jac Schaeffer Cameron Squires                 | 19 februari 2021 |
| Wanda besluit een self-care dag te nemen en Agnes biedt aan om op de jongens te passen. Wanda ziet verschillende delen van haar huis veranderen en het lukt haar niet om het goed onder controle te krijgen. Vision komt bij en ziet dat de S.W.O.R.D.-agenten binnen de hex nu leden van een circus zijn. Hij bevrijdt Darcy van de betovering en zij vertelt Vision over zijn dood en de gebeurtenissen die hebben geleid tot wat er op dat moment plaatsvindt. Buiten Westview hebben Monica en Jimmy afgesproken met loyaal S.W.O.R.D.-personeel en bemachtigen een voertuig dat de barrière zou moeten kunnen passeren. Dit lukt niet en Monica besluit zelf naar binnen te gaan en arriveert met verhoogd zicht. Ze probeert Wanda in te lichten over wat er aan de hand is maar wordt onderbroken door Agnes die Monica zegt te vertrekken en neemt Wanda mee naar huis om te kalmeren. Daar ontdekt Wanda dat er iets vreemds aan de hand is en zoekt de jongens in de kelder maar ontdekt een vreemd hol. Hier stelt Agnes zich voor als Agatha Harkness en onthult dat zij ook magische krachten heeft. Het was Agatha die Pietro naar Wanda stuurde, en ze heeft ook Sparky vermoord. De setting van deze aflevering is eind jaren 2000 tot begin jaren 2010. De commercial in deze aflevering adverteert Nexus antidepressants. |                                                                         |              |                                               |                  |
| 8 | Previously On / Wat er eerder gebeurde                                  | Matt Shakman | Jac Schaeffer Laura Donney                    | 26 februari 2021 |
| In Agatha's verleden blijkt dat Agatha werd verdacht van het gebruiken van duistere magie. Nadat de andere heksen haar probeerde te verbannen, vermoorde Agatha de andere heksen. In het heden legt Agatha uit, dat ze erachter wil komen hoe Wanda de hex heeft gecreëerd. Door een stuk van Wanda's haar te pakken duiken Wanda en Agatha samen in Wanda's verleden. We zien een jonge Wanda met haar ouders en broer in Sokovia kijken naar een oude sitcom aflevering van Dick van Dyke Show om te ontsnappen aan de echte wereld. Als dan een bom van Stark Industries bom hun appartement komen haar ouders om maar Wanda en Pietro overleven het doordat Wanda door middel van haar krachten de bom stopt. Later zien we hoe Wanda's krachten werden versterkt door experimenten van HYDRA met de Mind Stone. Na de dood van Pietro bekijkt Wanda een sitcom aflevering van Malcolm in the Middle terwijl Vision met Wanda praat over haar emoties. De laatste terugblik die we zien is Wanda die naar Vision's lichaam gaat bij S.W.O.R.D. Hier neemt ze afscheid van Vision terwijl directeur Tyler Hayward uitleg geeft over wat er met Vision's lichaam aan de hand is. Na Wanda's komst in WestView, waar Vision een gezin met Wanda wou stichten, creëert Wanda door haar verdriet de hex. Nu duidelijk is hoe Wanda de hex heeft gemaakt gijzelt Agatha, Billy en Tommy terwijl ze Wanda de Scarlet Witch noemt. In een post-credit scene blijkt dat Tyler Hayward Vision's echte lichaam via Wanda's krachten online heeft gekregen. Vision's lichaam blijkt nu wit te zijn. |                                                                         |              |                                               |                  |
| 9 | The Series Finale / Slotaflevering                                      | Matt Shakman | Jac Schaeffer                                 | 5 maart 2021     |
| Wanda en Agatha raken in gevecht waarbij Billy en Tommy weg in binnen in hun huis vluchten. Agatha blijkt de krachten van Wanda weg te kunnen nemen. Wanda gooit een auto op Agatha maar blijkt dit te hebben overleefd. De witte Vision komt naar Wanda om haar uit te schakelen maar wordt gestopt door de hex Vision. Agatha vertelt aan Wanda dat ze volgens het magieboek, de Darkhold, sterker is de Sorcerer Supreme. De bewoners van WestView worden uit hun trance gehaald door Agatha en beginnen Wanda te smeken hun eigen leven terug te geven. Dit wordt Wanda te veel waardoor ze hen begint te verstikken. Echter voelt ze dat dit niet goed is waardoor de hex opent zodat iedereen naar buiten kan rennen. Ondertussen komen legerwagens van S.W.O.R.D. naar binnen om Wanda te arresteren. Doordat de hex kapot begint te gaan beginnen Vision, Tommy en Billy uit elkaar te vallen. Hierdoor sluit Wanda toch weer de hex om hun te redden. Hierna begint het eindgevecht. De hex Vision en de witte Vision komen met elkaar in gevecht waarna de hex Vision het gedachte-experiment, het Schip van Theseus uitlegt. Na de uitleg geeft de hex Vision, witte Vision zijn herinneringen terug waarna hij weg vliegt. De tweeling schakelen de S.W.O.R.D. agenten uit waarna directeur Tyler Hayward uitstapt en zijn pistool op de tweeling richt. Monica beschermd de tweeling door voor hen te gaan staan. Uit angst rijdt Tyler naar achter maar wordt aangereden door Darcy met een ijscowagen. Agatha en Wanda vechten in de lucht met elkaar waarbij Agatha alle krachten van Wanda lijkt weggenomen te hebben. Dit bleek niet echt te zijn maar een illusie gemaakt door Wanda. Wanda krijgt het kostuum van de Scarlet Witch waarna ze de krachten van Agatha weghaalt. Voordat Wanda Agatha vastzet in Westview als Agnes, vertelt Agatha dat ze grote problemen heeft veroorzaakt. Wanda neemt na het gevecht afscheid van haar tweeling en de hex Vision terwijl de hex volledig verdwijnt. Na een gesprek met Monica vlucht Wanda uit WestView. In de eerste post-creditscène handelt Jimmy Woo samen met de FBI alle zaken af. Zo wordt Tyler Hayward gearresteerd. Monica Rambeau wordt gevraagd of ze naar de bioscoop van WestView zou willen gaan. Hier ontmoet ze een Skrull-agent die haar vertelt dat er iemand is in de ruimte die graag met haar zou willen spreken. In de tweede post-creditscène zien we Wanda in een blokhut bij een gebergte. Hier denkt ze na over haar leven terwijl ze in astrale vorm de Darkhold leest en haar kinderen hoort roepen om hun moeders hulp. |                                                                         |              |                                               |                  |

## Prijs
Het originele nummer Agatha All Along, geschreven en geproduceerd door Kristen Anderson-Lopez en Robert Lopez voor de serie, wist in september 2021 tijdens de 73e editie van Primetime Creative Arts Emmy Awards een Emmy Award te winnen in de categorie Outstanding Original Music and Lyrics.

## Trivia
- De serie gaat door verschillende decennia (van de jaren 50 tot heden) met veel verwijzingen naar sitcoms uit die tijd: I Love Lucy en The Dick Van Dyke Show[6] (jaren 50), Bewitched, The Munsters en The Addams Family (jaren 60), The Brady Bunch, The Mary Tyler Moore Show en I Dream of Jeannie (jaren 70), Family Ties, Growing Pains, Full House en Who's the Boss? (jaren 80), Malcolm in the Middle en Friends (jaren 90), Modern Family, The Office US en Happy Endings (jaren 2000 tot heden). Ook zijn de afleveringen gefilmd zoals er ook gefilmd zou zijn in die tijd. De aflevering die zich in de jaren 50 afspeelt was volgens acteur Paul Bettany in slechts 2 dagen gefilmd.
- Aflevering 1 t/m 3 en 5 t/m 7 hebben een commercial in het midden van de aflevering, die verder niks met het verhaal van desbetreffende aflevering te maken. Deze hebben allemaal lichte verwijzingen en hints naar het Marvel Cinematic Universe.
- Aflevering 1 en 3 waren gefilmd met een live-studiopubliek.
- De serie speelt zich af in New Jersey.
- Randall Park, die de rol speelt van Jimmy Woo, heeft voor zijn kaarttruc met zijn naamkaartje les gehad van een goochelaar.[7] De kaarttruc werd in de film Ant-Man and the Wasp uitgevoerd door Scott Lang waardoor Jimmy Woo geïnspireerd werd de kaarttruc zelf ook te leren.
- in de vierde en zevende afleveringen zijn de stemmen van Maria Rambeau (gespeeld door Lashana Lynch), Carol Danvers (gespeeld door Brie Larson), een jonge Monica Rambeau (gespeeld door Akira Akbar) en Nick Fury (gespeeld door Samuel L. Jackson) te horen wanneer Monica terugkeert na de Blip en als ze haar krachten krijgt. Deze fragmenten komen uit een moment van de film Captain Marvel.
- In de vijfde aflevering verschijnt de android-hond Sparky, die vooral bekend werd door de stripreeks Vision.
- In de zesde aflevering verschijnen de personages Wanda, Vision, Pietro, Billy en Tommy  in een Halloween kostuum. Deze kostuums zijn gebaseerd op de superheldenpakken die deze personages dragen in de stripboeken, hoewel Tommy's kostuum gebaseerd is op die van Pietro.